# Еребус (вулкан)
Ере́бус (англ. Mount Erebus [ˈɛrɪbəs]) — стратовулкан в Антарктиді, найпівденніший діючий вулкан на Землі. Висота — 3794 м. Розташований на острові Росса.

## Історія
Вулкан Еребус був відкритий 28 січня 1841 року англійською експедицією під керівництвом полярного дослідника сера Джеймса Кларка Росса на кораблях «Еребус» та «Террор». В честь цих кораблів і названо два вулкани на острові Росса (Еребус та Террор).
Вперше піднялися на його вершину і досягнули краю кратера діючого вулкана шість членів експедиції Ернеста Шеклтона 10 березня 1908 р. (експедиція намагалася підкорити Південний полюс).

## Геологія та вулканології
Гора Еребус нині є найактивнішим вулканом в Антарктиді з діючою вулканічною зоною над гарячою точкою Еребус. Вулкан  безперервно вивергається щонайменше від 1972 року. Він розташований над фонолітовим лавовим озером, одним з п'яти найвідоміших лавових озер на Землі. Характеристика вулканічної діяльності складається із стромболійських вивержень лавового озера або одного з декількох отворів, що лежать у межах внутрішнього кратера вулкана. Вулкан Еребус в науковому плані примітний тим, що через його відносно низький рівень і надзвичайно стійку вулканічну діяльність забезпечуються довгострокові Вулканологічні вивчення Стромболійських еруптивних систем (систем виверження), дуже близьких (сотні метрів) від активних отворів. Це притаманне лише декільком вулканам планети, зокрема таким як Стромболі в Італії. Науковим дослідженням вулкана також сприяє його близькість до антарктичних станцій Мак-Мердо (США) та Скотт-Бейс (Нова Зеландія), розташованих на острові Росса приблизно відповідно за 32 та 35 км від нього.
Гора Еребус класифікується як полігенний стратовулкан. У нижній половині вулкан є щитом, верхня половина є стратоконусом. Склад поточних продуктів виверження з Еребусу є анортоклаз-порфірові тефритові фоноліти та фоноліти, які становлять основну частину лавового потоку, що вивергається з вулкана. Найстаріші вулканічні продукти складаються з відносно недиференційованих і нев'язких базанітових лав, що утворюють у нижній частині, широкий платформовий щит Еребуса. Трохи молодші базаніти і фонотефріти на схилах хребта Фанг — еродовані залишки ранніх вивержень Еребусу — і в деяких місцях на схилах Еребусу збереглися дотепер. Еребус є єдиний в світі діючий фонолітовий вулкан.
Вулкан Еребус регулярно вивергає шлейфи газу і пари. Особливістю газових викидів вулкану є те, що вони насичені крихітними кристалами металевого золота, розміром не більше 20 мікрометрів. Підраховано, що протягом тільки одного дня вулкан вивергає близько 80 грамів кристалізованого золота, що коштує близько $6000. Золотий пил з вулкану розноситься далеко і широко навкруги. Дослідники Антарктики виявили сліди золота в навколишньому повітрі на відстані до 1000 км (621 миль) від вулкану.

## Цікаві факти
Найбільше вулкан відомий суспільству через авіакатастрофу, яка трапилася на горі Еребус 28 листопада 1979 року, коли літак DC-10-30 рейсу 901 авіакомпанії Air New Zealand врізався у схил вулкану, в результаті чого загинули всі 257 осіб, що перебували на борту. Цей рейс був частиною програми Air New Zealand, яка дозволяла пасажирам подорожувати 11-годинним екскурсійним рейсом з Окленду до Антарктиди, а потім назад — до Нової Зеландії. Після декількох судових позовів і безлічі суперечок, авіакомпанія Air New Zealand припинила свої оглядові польоти над Антарктидою.